# یوزف آلبرس
یوزف آلبرس (به آلمانی: Josef Albers) (زاده ۱۹ مارس ۱۸۸۸ – درگذشته ۲۵ مارس ۱۹۷۶) نقاش و معلم آمریکایی متولد آلمان بود.
او از مدافعان انتزاع هندسی، و از برجسته‌ترین رنگ‌پردازان سده بیستم بود.

## زندگی و کار
هنرآموزی مقدماتی را در برلین، اسن و مونیخ تمام کرد. بعد وارد باوهاوس شد، در این مدرسه تدریس کرد. اوایل، کار خلاقه‌اش را به عنوان طراح اثاثه و نقاش انتزاعی شروع کرد. در سال ۱۹۳۳ به آمریکا رفت و به مطالعه و تدریس ادامه داد. سال ۱۹۵۵ رئیس بخش طراحی دانشگاه ییل شد.{
سال ۱۹۶۳ کتابی دربارهٔ نظریه‌رنگ نوشت که هنوز هم معتبر است.

آلبِرس، هنرمندی آزمایش‌گر بود که به ویژه در کاربرد رنگِ ناب به نتایج مهمی رسید.
پس از مهاجرت به آمریکا شیوه انتزاعیاش را تغییر داد. در دهه ۱۹۴۰ سلسله پرده‌هایی با نام گونه‌ها آفرید.
پس از آن ترکیب‌بندیهای او فقط مربعهای رنگی برهم نهاده‌شده‌ای بودند که در رابطه با هم، توهم عمق و فاصله ایجاد می‌کردند.

نقاشی‌های اخیر آلبرس را پیش‌درآمد اپ‌آرت (هنر دیدگانی) می‌دانند.